# Bambuslemuren
Die Bambuslemuren oder Halbmakis (Hapalemur) sind eine Primatengattung aus der Gruppe der Lemuren (Lemuriformes). Die Gattung umfasst sechs Arten.

## Merkmale
Bambuslemuren sind die kleinsten Vertreter der Gewöhnlichen Makis (Lemuridae). Sie erreichen eine Kopfrumpflänge von 24 bis 40 Zentimetern, der Schwanz ist mit 32 bis 42 Zentimetern etwas länger als der Rumpf, und das Gewicht beträgt 0,7 bis 1,7 Kilogramm. Die Hinterbeine sind als Anpassung an die springende Fortbewegung etwas verlängert. Ihr Fell ist relativ unauffällig in Braun- oder Grautönen gefärbt. Der Kopf ist rundlich, die Ohren sind klein und abgerundet. Die Schnauze ist im Gegensatz zu vielen anderen Lemuren kurz und breit.

## Verbreitung und Lebensraum

Verbreitung der Bambuslemuren auf Madagaskar

Bambuslemuren leben wie alle Lemuren ausschließlich auf Madagaskar, sie sind vorwiegend in den nordwestlichen, nördlichen und östlichen Teilen der Insel verbreitet. Ihr Lebensraum sind sowohl die Trockenwälder im Westen als auch die Regenwälder im Osten der Insel, meist sind sie auf Bambusbestand angewiesen. Eine Art, der Alaotra-Bambuslemur, bewohnt die Schilfgürtel eines Sees.

## Lebensweise und Ernährung
Obwohl sie zu jeder Tageszeit aktiv sein können, sind sie vorrangig dämmerungsaktiv. Sie leben überwiegend auf den Bäumen, können aber auch auf den Boden kommen. Im Geäst bewegen sie sich senkrecht kletternd und springend fort, lediglich der Alaotra-Bambuslemur hat eine spezialisierte vierbeinige Fortbewegung entwickelt.
Sie leben in Gruppen von drei bis fünf Tieren zusammen, die wahrscheinlich Familienverbände darstellen und sich aus einem Männchen, einem oder zwei Weibchen und den dazugehörigen Jungtieren zusammensetzen. Mit einer Vielzahl von Lauten verständigen sich die Tiere untereinander.
Die Hauptnahrung der meisten Arten stellt Bambus dar, wobei sie die Blätter, die Schösslinge und das Mark verzehren. Daneben fressen sie auch andere Pflanzenteile wie Blüten, Knospen und Blätter.
Nach 135- bis 150-tägiger Tragzeit bringt das Weibchen zwischen September und Dezember ein bis zwei Junge zur Welt. Diese werden mit rund vier Monaten (wenn das Nahrungsangebot am größten ist) entwöhnt und sind mit zwei Jahren geschlechtsreif.

## Bedrohung
Zu den natürlichen Feinden der Bambuslemuren gehören die Fossa, Greifvögel und Eulen sowie Riesenschlangen. Weitaus stärker bedroht sind die Tiere durch den Menschen, zum geringeren Teil durch die Nachstellung eingeschleppter Hunde und Katzen, zum größeren Teil durch die Zerstörung ihres Lebensraumes und durch die Bejagung. Die Mehrzahl der Arten ist laut IUCN „gefährdet“ (vulnerable) oder „stark gefährdet“ (endangered), der Alaotra-Bambuslemur gilt als „vom Aussterben bedroht“ (critically endangered).

## Die Arten
Derzeit sind sechs Arten der Bambuslemuren bekannt (nach Mittermeier et al., 2008)
- Östlicher Bambuslemur (Hapalemur griseus)
- Südlicher Bambuslemur (Hapalemur meridionalis)
- Westlicher Bambuslemur oder Sambirano-Bambuslemur (Hapalemur occidentalis)
- Alaotra-Bambuslemur (Hapalemur alaotrensis)
- Gilbert-Bambuslemur (Hapalemur gilberti)
- Goldener Bambuslemur (Hapalemur aureus)

Die ersten vier Arten wurden früher als Grauer Bambuslemur zusammengefasst, der Gilbert-Bambuslemur wurde erst 2007 beschrieben.
Der Große Bambuslemur wird heute in einer eigenen Gattung, Prolemur, geführt.